# Leintz-Gatzaga
Leintz-Gatzaga település Spanyolországban, Gipuzkoa tartományban. Leintz-Gatzaga Aramaio, Eskoriatza, Barrundia, Elburgo/Burgelu, Arratzua-Ubarrundia és Legutio községekkel határos. Lakosainak száma 210 fő (2024).

## Népesség
A település népessége az utóbbi években az alábbiak szerint változott:
| Lakosok száma | 254  | 248  | 257  | 266  | 272  | 244  | 235  | 234  | 211  | 210  |
|               | 2001 | 2004 | 2006 | 2009 | 2011 | 2014 | 2016 | 2019 | 2021 | 2024 |